# Grand Prix Francji 1961
Grand Prix Francji 1961 (oryg. Grand Prix de l’ACF) – 4. runda Mistrzostw Świata Formuły 1 w sezonie 1961, która odbyła się 2 lipca 1961 po raz 9. na torze Reims-Gueux.
47. Grand Prix Francji, 11. zaliczane do Mistrzostw Świata Formuły 1.

## Wyniki

### Kwalifikacje
Źródło: statsf1.com
| P  | Nr | Kierowca                | Konstruktor(-silnik) | Opony | Czas   | Odstęp | Strata |
| -- | -- | ----------------------- | -------------------- | ----- | ------ | ------ | ------ |
| 1  | 16 | Phil Hill               | Ferrari              | D     | 2:24,9 | –      | –      |
| 2  | 20 | Wolfgang von Trips      | Ferrari              | D     | 2:26,4 | +1,5   | +1,5   |
| 3  | 18 | Richie Ginther          | Ferrari              | D     | 2:26,8 | +0,4   | +1,9   |
| 4  | 26 | Stirling Moss           | Lotus-Climax         | D     | 2:27,6 | +0,8   | +2,7   |
| 5  | 8  | Jim Clark               | Lotus-Climax         | D     | 2:29,0 | +1,4   | +4,1   |
| 6  | 22 | Graham Hill             | BRM-Climax           | D     | 2:29,1 | +0,1   | +4,2   |
| 7  | 40 | John Surtees            | Cooper-Climax        | D     | 2:29,1 | +0,0   | +4,2   |
| 8  | 4  | Bruce McLaren           | Cooper-Climax        | D     | 2:29,4 | +0,3   | +4,5   |
| 9  | 12 | Dan Gurney              | Porsche              | D     | 2:29,6 | +0,2   | +4,7   |
| 10 | 6  | Innes Ireland           | Lotus-Climax         | D     | 2:29,8 | +0,2   | +4,9   |
| 11 | 24 | Tony Brooks             | BRM-Climax           | D     | 2:29,9 | +0,1   | +5,0   |
| 12 | 50 | Giancarlo Baghetti      | Ferrari              | D     | 2:30,5 | +0,6   | +5,6   |
| 13 | 10 | Jo Bonnier              | Porsche              | D     | 2:30,5 | +0,0   | +5,6   |
| 14 | 2  | Jack Brabham            | Cooper-Climax        | D     | 2:31,0 | +0,5   | +6,1   |
| 15 | 42 | Roy Salvadori           | Cooper-Climax        | D     | 2:31,2 | +0,2   | +6,3   |
| 16 | 36 | Masten Gregory          | Cooper-Climax        | D     | 2:31,3 | +0,1   | +6,4   |
| 17 | 14 | Carel Godin de Beaufort | Porsche              | D     | 2:31,8 | +0,5   | +6,9   |
| 18 | 44 | Jackie Lewis            | Cooper-Climax        | D     | 2:32,0 | +0,2   | +7,1   |
| 19 | 28 | Lucien Bianchi          | Lotus-Climax         | D     | 2:33,4 | +1,4   | +8,5   |
| 20 | 48 | Willy Mairesse          | Lotus-Climax         | D     | 2:35,8 | +2,4   | +10,9  |
| 21 | 52 | Bernard Collomb         | Cooper-Climax        | D     | 2:36,8 | +1,0   | +11,9  |
| 22 | 46 | Michel May              | Lotus-Climax         | D     | 2:37,9 | +1,1   | +13,0  |
| 23 | 32 | Maurice Trintignant     | Cooper-Maserati      | D     | 2:38,8 | +0,9   | +13,9  |
| 24 | 38 | Ian Burgess             | Lotus-Climax         | D     | 2:39,7 | +0,9   | +14,8  |
| 25 | 30 | Henry Taylor            | Lotus-Climax         | D     | 2:40,8 | +1,1   | +15,9  |
| 26 | 34 | Giorgio Scarlatti       | De Tomaso-OSCA       | D     | 2:47,1 | +6,3   | +22,2  |
| P  | Nr | Kierowca                | Konstruktor(-silnik) | Opony | Czas   | Odstęp | Strata |

### Wyścig
Źródła: statsf1.com
| P                                                     | + / –     | Nr | Kierowca                | Konstruktor     | Opony | Okr. | Czas / Strata | Komentarz                            |
| ----------------------------------------------------- | --------- | -- | ----------------------- | --------------- | ----- | ---- | ------------- | ------------------------------------ |
| 1                                                     | 11        | 50 | Giancarlo Baghetti      | Ferrari         | D     | 52   | 2:14:17,5     |                                      |
| 2                                                     | 7         | 12 | Dan Gurney              | Porsche         | D     | 52   | +0,1          |                                      |
| 3                                                     | 2         | 8  | Jim Clark               | Lotus-Climax    | D     | 52   | +1:01,0       |                                      |
| 4                                                     | 6         | 6  | Innes Ireland           | Lotus-Climax    | D     | 52   | +1:10,3       |                                      |
| 5                                                     | 3         | 4  | Bruce McLaren           | Cooper-Climax   | D     | 52   | +1:41,8       |                                      |
| 6                                                     | Bez zmian | 22 | Graham Hill             | BRM-Climax      | D     | 52   | +1:41,9       |                                      |
| 7                                                     | 6         | 10 | Jo Bonnier              | Porsche         | D     | 52   | +3:15,4       |                                      |
| 8                                                     | 7         | 42 | Roy Salvadori           | Cooper-Climax   | D     | 51   | +1 okr.       |                                      |
| 9                                                     | 8         | 16 | Phil Hill               | Ferrari         | D     | 50   | +2 okr.       |                                      |
| 10                                                    | 15        | 30 | Henry Taylor            | Lotus-Climax    | D     | 49   | +3 okr.       |                                      |
| 11                                                    | 11        | 46 | Michel May              | Lotus-Climax    | D     | 48   | +4 okr.       |                                      |
| 12                                                    | 4         | 36 | Masten Gregory          | Cooper-Climax   | D     | 43   | +9 okr.       |                                      |
| 13                                                    | 10        | 32 | Maurice Trintignant     | Cooper-Maserati | D     | 42   | +10 okr.      |                                      |
| 14                                                    | 10        | 38 | Ian Burgess             | Lotus-Climax    | D     | 42   | +10 okr.      |                                      |
| 15                                                    | 12        | 18 | Richie Ginther          | Ferrari         | D     | 40   | +12 okr.      | ciśnienie paliwa                     |
| Niesklasyfikowani                                     |           |    |                         |                 |       |      |               |                                      |
|                                                       |           | 26 | Stirling Moss           | Lotus-Climax    | D     | 31   | +21 okr.      | rura wody                            |
|                                                       |           | 48 | Willy Mairesse          | Lotus-Climax    | D     | 27   | +25 okr.      | paliwo                               |
|                                                       |           | 14 | Carel Godin de Beaufort | Porsche         | D     | 23   | +29 okr.      | silnik                               |
|                                                       |           | 28 | Lucien Bianchi          | Lotus-Climax    | D     | 21   | +31 okr.      | sprzęgło                             |
|                                                       |           | 20 | Wolfgang von Trips      | Ferrari         | D     | 18   | +34 okr.      | silnik                               |
|                                                       |           | 34 | Giorgio Scarlatti       | De Tomaso-OSCA  | D     | 15   | +37 okr.      | silnik                               |
|                                                       |           | 2  | Jack Brabham            | Cooper-Climax   | D     | 14   | +38 okr.      | ciśnienie oleju                      |
|                                                       |           | 52 | Bernard Collomb         | Cooper-Climax   | D     | 6    | +46 okr.      | silnik                               |
|                                                       |           | 40 | John Surtees            | Cooper-Climax   | D     | 4    | +48 okr.      | wypadek                              |
|                                                       |           | 24 | Tony Brooks             | BRM-Climax      | D     | 4    | +48 okr.      | przegrzanie                          |
|                                                       |           | 44 | Jackie Lewis            | Cooper-Climax   | D     | 4    | +48 okr.      | przegrzanie                          |
| Nie wystartowali / niedopuszczeni do ponownego startu |           |    |                         |                 |       |      |               |                                      |
|                                                       |           | 28 | Juan Manuel Bordeu      | Lotus-Climax    | D     | 0    |               | samochód prowadzony przez Bianchiego |
|                                                       |           | 54 | Brian Naylor            | JBW-Maserati    | D     | 0    |               | brak sprawnego samochodu             |
| P                                                     | + / –     | Nr | Kierowca                | Konstruktor     | Opony | Okr. | Czas / Strata | Komentarz                            |

### Najszybsze okrążenie
Źródło: statsf1.com
| Nr | Kierowca  | Konstruktor | Czas   | Okr. |
| -- | --------- | ----------- | ------ | ---- |
| 16 | Phil Hill | Ferrari     | 2:27,1 |      |

### Prowadzenie w wyścigu
Źródło: statsf1.com
| Nr                              | Kierowca           | Konstruktor | Okrążenia             | Suma |
| ------------------------------- | ------------------ | ----------- | --------------------- | ---- |
| 16                              | Phil Hill          | Ferrari     | 1-12, 18-37           | 32   |
| 50                              | Giancarlo Baghetti | Ferrari     | 41-43, 45, 47, 50, 52 | 7    |
| 20                              | Wolfgang von Trips | Ferrari     | 13-17                 | 5    |
| 12                              | Dan Gurney         | Porsche     | 46, 48-49, 51         | 4    |
| 18                              | Richie Ginther     | Ferrari     | 38-40                 | 3    |
| 10                              | Jo Bonnier         | Porsche     | 44                    | 1    |
| \| Wykres \| \| ------ \| \| \| |                    |             |                       |      |
| Wykres                          |                    |             |                       |      |
|                                 |                    |             |                       |      |

## Klasyfikacja po wyścigu
Pierwsza szóstka otrzymywała punkty według klucza 9-6-4-3-2-1. Liczone było tylko 5 najlepszych wyścigów danego kierowcy. W nawiasach podano wszystkie zebrane punkty, nie uwzględniając zasady najlepszych wyścigów.
Uwzględniono tylko kierowców, którzy zdobyli jakiekolwiek punkty
| P  | +/− | Kierowca           | Starty | Punkty | P1 | P2 | P3 | PP | NO | NS |
| -- | --- | ------------------ | ------ | ------ | -- | -- | -- | -- | -- | -- |
| 1  | 0   | Phil Hill          | 4      | 19     | 1  | 1  | 1  | 3  | 1  | –  |
| 2  | 0   | Wolfgang von Trips | 4      | 18     | 1  | 1  | –  | –  | –  | 1  |
| 3  | 0   | Stirling Moss      | 4      | 12     | 1  | –  | –  | 1  | 1  | 1  |
| 4  | 0   | Richie Ginther     | 4      | 12     | –  | 1  | 1  | –  | 2  | –  |
| 5  | N   | Giancarlo Baghetti | 1      | 9      | 1  | –  | –  | –  | –  | –  |
| 6  | +1  | Dan Gurney         | 4      | 9      | –  | 1  | –  | –  | –  | –  |
| 7  | −2  | Jim Clark          | 4      | 8      | –  | –  | 2  | –  | 1  | –  |
| 8  | N   | Innes Ireland      | 2      | 3      | –  | –  | –  | –  | –  | 1  |
| 9  | −3  | Olivier Gendebien  | 1      | 3      | –  | –  | –  | –  | –  | –  |
| 10 | −1  | Bruce McLaren      | 4      | 3      | –  | –  | –  | –  | –  | 1  |
| 11 | −3  | John Surtees       | 4      | 2      | –  | –  | –  | –  | –  | 1  |
| 12 | N   | Graham Hill        | 4      | 1      | –  | –  | –  | –  | –  | 2  |
| 13 | −3  | Jack Brabham       | 4      | 1      | –  | –  | –  | –  | –  | 3  |
| P  | +/− | Kierowca           | Starty | Punkty | P1 | P2 | P3 | PP | NO | NS |

### Konstruktorzy
Konstruktorzy punktowali wg klucza 8-6-4-3-2-1. Tylko jeden, najwyżej uplasowany kierowca danego konstruktora, zdobywał dla niego punkty. Również do klasyfikacji zaliczano 5 najlepszych wyników.
| P                 | +/− | Konstruktor       | Starty | Punkty | P1 | P2 | P3 | PP | NO | NS |
| ----------------- | --- | ----------------- | ------ | ------ | -- | -- | -- | -- | -- | -- |
| 1                 | 0   | Ferrari           | 14     | 30     | 3  | 3  | 2  | 3  | 3  | 1  |
| 2                 | 0   | Lotus-Climax      | 20     | 16     | 1  | –  | 2  | 1  | 2  | 7  |
| 3                 | +1  | Porsche           | 13     | 9      | –  | 1  | –  | –  | –  | 1  |
| 4                 | −1  | Cooper-Climax     | 18     | 6      | –  | –  | –  | –  | –  | 7  |
| 5                 | N   | BRM-Climax        | 8      | 1      | –  | –  | –  | –  | –  | 3  |
| Niesklasyfikowani |     |                   |        |        |    |    |    |    |    |    |
|                   |     | Cooper-Maserati   | 4      | 0      | –  | –  | –  | –  | –  | 2  |
|                   |     | De Tomaso-OSCA    | 1      | 0      | –  | –  | –  | –  | –  | 1  |
|                   |     | Emeryson-Maserati | 0      | 0      | –  | –  | –  | –  | –  | –  |
|                   |     | JBW-Maserati      | 0      | 0      | –  | –  | –  | –  | –  | –  |
| P                 | +/− | Kierowca          | Starty | Punkty | P1 | P2 | P3 | PP | NO | NS |